# Єфімов Андрій Семенович
Андрій Семенович Єфімов (10 листопада 1928, Зинов'ївка, СРСР, тепер Лопатинський район, Пензенська область, Росія — 19 січня 2017, Київ) — український науковець, діабетолог, академік Національної академії медичних наук України, доктор медичних наук, професор, Лауреат Державної премії України, Заслужений діяч науки і техніки України, заступник директора з лікувально-профілактичної роботи та керівник діабетологічного відділу Інституту ендокринології та обміну речовин імені Василя Павловича Комісаренка НАМН України, завідувач кафедри ендокринології Національної медичної академії післядипломної освіти імені Платона Лукича Шупика МОЗ України, віце-президент Асоціації ендокринологів України, віце-президент Української діабетичної федерації, координатор з ендокринології ВООЗ, член Європейської та Американської Асоціації з вивчення цукрового діабету, член Наукової ради Президії НАМН України з теоретичної та профілактичної медицини, голова Київського міського і обласного товариств ендокринологів, член редколегії низки провідних наукових журналів.

## Наукові праці
- «Диабетические ангиопатии» (1973; 1989 гг.);
- Ефимов А. С. Предиабет: патогеническая сущность, диагностика // Проблемы эндокринолигии. — 1979. — № 5. — С. 17—25
- Ефимов А. С., Литвиненко А. Ф., Гусаченко Е. К. Физическая нагрузка у больных сахарный диабетом // Терапевт. арх. — 1981. — № 7. — С. 139—142.
- Ефимов Андрей Семёнович, Комиссаренко Игорь Васильевич, Скробонская Надежда Андреевна. Неотложная эндокринология. — Москва : «Медицина», 1982. — 208 с. — (Библиотека практического врача. Неотложная помощь) — 70 000 прим. (рос.)
- «Эндокринология» (1983 р., 2004 р.);
- Ефимов Андрей Семёнович, Карабун Пётр Михайлович, Эпштейн Евсей Владимирович. Ожирение и сахарный диабет. — Киев : «Здоров'я», 1987. — 144 с. — (Библиотека практического врача) — 20 000 прим. (рос.)
- «Энциклопедия семейного врача» (1995 г);
- Никберг Илья Исаевич. Сахарный диабет: советы больному / Под редакцией академика Национальной Академии наук и Академии медицинских наук Украины проф. Андрея Семёновича Ефимова. — Киев : «Здоров'я», 1996. — 208 с. — 15 000 прим. — ISBN 5-311-02734-7. (рос.)
- «Клиническая диабетология» (1998 г.);
- «Инсулинотерапия больных диабетом» (2000 р.);
- «Диабетические нейропатии» (2003 р.);
- «Ионизирующая радиация и инсулинорезистентность» (2004 р.);
- «Малая энциклопедия врача-эндокринолога» (2007 р.);
- «Диабетическая кардиолекопатия» (2007 р.).

## Нагороди
- Орден «Знак Пошани»;
- Орден «За заслуги» ІІІ ступеня;
- Почесна грамота Верховної Ради України.